# Mihály Zichy
Mihály Zichy (Zala, Somogy, 15 oktober 1827 – Sint-Petersburg, 28 februari 1906) was een Hongaars kunstschilder en illustrator. Hij werkte een groot deel van zijn leven als schilder aan het hof van opeenvolgende Russische tsaren. Hij was een voornaam vertegenwoordiger van de Hongaarse romantiek. Hij geniet bekendheid door zijn levendige allegorische en symbolische voorstellingen en door zijn innige uitbeeldingen van de lichamelijke liefde. Hij trad ook op als boekillustrator.

## Levensloop

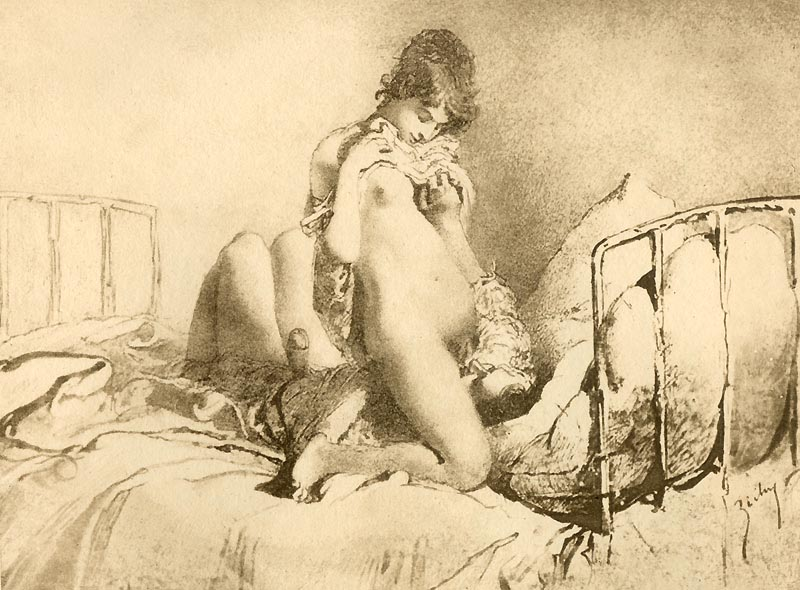
Mihály Zichy, Liefde (gepubliceerd ca. 1911)

Mihály Zichy stamde uit het adellijke Hongaarse geslacht Zichy en droeg de titel graaf. Zijn oudere broer Antal Zichy (1823-1898) was politicus en lid van de Hongaarse Academie van Wetenschappen. Hij werd geboren op het familielandgoed in Zala, een plaatsje in het comitaat Somogy. Hij ging rechten studeren in Pest en volgde tegelijkertijd schilderles bij Giacomo Antonio Marastoni (Jakab, 1804-1860). In Wenen volgde hij schilderlessen bij Ferdinand Georg Waldmüller (1793-1865).
In 1847 werd hij uitgenodigd door Grootvorstin Elena Paulowna van Rusland om haar dochter Catharina Michajlovna tekenles te geven, wat hij deed. In 1859 benoemde tsaar Alexander II hem tot hofschilder.
Hij verbleef van 1875-1880 in Parijs, waar hij Félicien Rops en Gustave Doré leerde kennen. Na een kort verblijf in Zala keerde hij weer naar Rusland terug. Hij werkte voor diverse opeenvolgende tsaren.
In 1906 stierf hij in Sint-Petersburg en hij werd begraven op de Kerepesi-begraafplaats in Boedapest.

## Romantiek

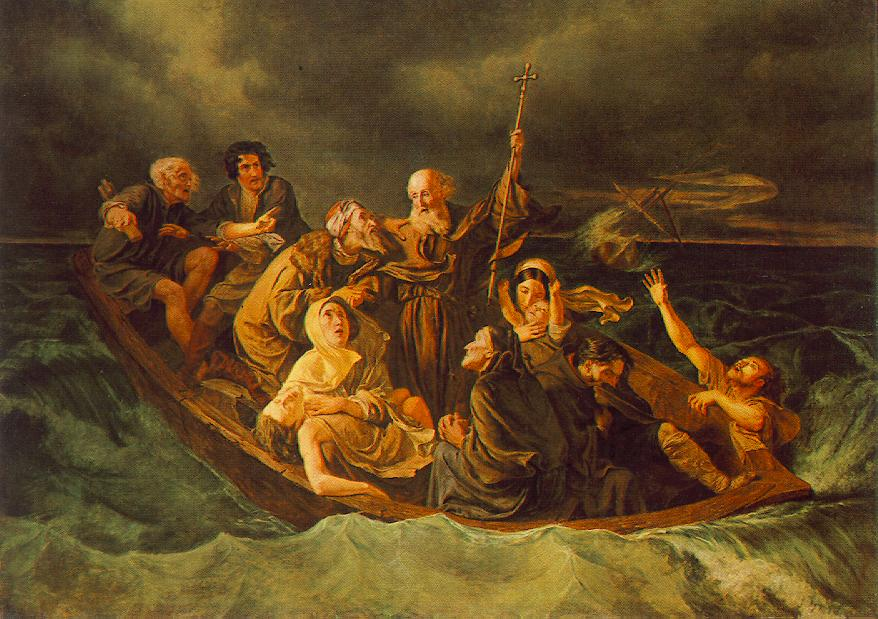
Mihály Zichy, Reddingsboot (1847)

Hij wordt beschouwd als een vertegenwoordiger van de Hongaarse romantiek. Dit kan worden geïllustreerd met zijn schilderij Reddingsboot (Mentőcsónak), dat gelijkenis vertoont met het Het vlot van de Medusa van Théodore Géricault. Hij is daarnaast bekend geworden als schilder van zinnelijke, erotische voorstellingen.
Von der Wiege bis zum Grabe (Du berceau jusqu'à la tombe) is een symfonisch gedicht van Franz Liszt. Het is gecomponeerd in 1881 en geïnspireerd op een pentekening van Mihály Zichy. Zichy had deze tekening naar Liszt gestuurd.
Hij verwierf tevens bekendheid als illustrator van de boeken van Sándor Petőfi, János Arany, Imre Madách en de Russische romantische dichter Michail Lermontov.